# Trofazna struja
Trofazna struja je sustav od triju izmjeničnih struja koje su međusobno fazno pomaknute. Fazni pomak između napona pojedinih faza u simetričnom trofaznom sustavu iznosi 120° (2π/3 radijana).
Sustav se slikovito predstavlja pomoću tri vektora koji rotiraju (fazora). Vektorski zbroj napona sve tri faze jednak je nuli, a to znači i da je kod simetrično opterećenog sustava i zbroj struja u povratnom vodiču jednak nuli, pa se on može i izostaviti. Također se iz vektorskog prikaza može izračunati da je razlika napona između bilo koje dvije faze {\displaystyle {\sqrt {3}}} puta veća od napona jedne faze.
Trofazni sustav je najčešće korišteni višefazni sustav i na njemu se danas temelji globalni elektroenergetski sustav.